# Yvette Mimieux
Yvette Carmen Mimieux (ur. 8 stycznia 1942 w Los Angeles, zm. 17 stycznia 2022 tamże) – amerykańska aktorka, scenarzystka i producentka telewizyjna. Była także antropologiem i przedsiębiorcą, szczególnie w branży nieruchomości.
Była trzykrotnie nominowana do nagrody Złotego Globu.

## Życiorys

### Wczesne lata
Urodził się w Los Angeles w Kalifornii jako córka Marii (z domu Montemayor) i René Mimieux. Jej matka była Meksykanką, a ojciec był pochodzenia francuskiego. Miała siostrę Glorię i brata Edouardo. Uczęszczała do Hollywood High School.

### Kariera
Miała zaledwie 15 lat, gdy agent talentów Jim Byron zauważył ją ze swojego helikoptera, gdy spacerowała konno po Hollywood Hills; wylądował i dał jej swoją wizytówkę. Do aktorstwa namówił ją hollywoodzki publicysta, wzięła udział w przesłuchaniu do małej roli w dramacie muzycznym Więzienny rock (1957). Debiutowała na ekranie w dramacie Jeana Negulesco Pewien uśmiech (A Certain Smile, 1958) z Rossano Brazzi. W filmowej wersji powieści H.G. Wellsa z 1895 r. Wehikuł czasu (1960) w reż. George’a Pala z Rodem Taylorem w roli głównej zagrała Weenę. Wkrótce podpisała długoterminową umowę z MGM. Za rolę Lorindy Nibley w melodramacie kryminalnym Platinum High School (1960) zdobyła nominację do Złotego Globu jako nowa gwiazda roku. W dobrze ocenionym przez krytykę melodramacie Light in the Piazza (1962) z Olivią de Havilland i George’em Hamiltonem zagrała niepełnosprawną umysłowo Clarę Johnson. Kolejną nominację do Złotego Globu dla „najlepszej aktorki w serialu telewizyjnym” otrzymała za postać surferki cierpiącej na epilepsję Pat Holmes w odcinku serialu Doktor Kildare – pt. Tygrys, tygrys (1964) z Richardem Chamberlainem. Rola Vanessy Smith w serialu Najbardziej zabójcza gra (The Most Deadly Game, 1970–1971) przyniosła jej trzecią nominację do Złotego Globu. W telewizyjnym dramacie biograficznym ABC Legenda Valentino (The Legend of Valentino, 1975) w reż. Melville’a Shavelsona z Franco Nero jako Rudolph Valentino wystąpiła jako scenografka Natacha Rambova. Była autorką scenariusza dramatu Obłędna miłość (Obsessive Love, 1984), gdzie zagrała główną rolę Lindy Foster u boku Simona MacCorkindale’a.
Była na okładkach magazynów takich jak „TV Guide”, „Ciné Télé Revue”, „Bravo” i „Life”.

## Życie prywatne
19 grudnia 1959 wyszła za mąż za Evana Harlanda Engbera, ale utrzymywała to małżeństwo w tajemnicy przez prawie dwa lata. 4 listopada 1972 poślubiła reżysera filmowego Stanleya Donena, 13 stycznia 1985 doszło do rozwodu. 20 grudnia 1986 wyszła za mąż za Howarda F. Ruby, emerytowanego prezesa i współzałożyciela Oakwood Worldwide.
Pod koniec życia zajęła się malarstwem i prowadziła osobistą stronę internetową do ekspozycji swoich prac.
Zmarła 18 stycznia 2022 w swoim domu w Los Angeles w wieku 80 lat.

## Wybrana filmografia

### Filmy
- 1958: Pewien uśmiech (A Certain Smile)
- 1960: Wehikuł czasu jako Weena
- 1962: Czterech jeźdźców Apokalipsy jako Chi Chi Desnoyers
- 1962: Wspaniały świat braci Grimm jako księżniczka
- 1972: Terror w przestworzach jako Angela Thacher
- 1977: Czarna dziura jako dr Kate McCrae

### Seriale
- 1954: One Step Beyond jako Nonnie Regan
- 1964: Doktor Kildare jako Pat Holmes
- 1984: Statek miłości jako Leni Martek